# موجودات خارق‌العاده (فیلم)
موجودات خارق‌العاده (به تامیلی: Adhisayappiravigal) و (به انگلیسی: Extraordinary Beings) فیلمی هندی محصول سال ۱۹۸۲ و به کارگردانی آر. تایاگارجان است. در این فیلم بازیگرانی همچون پرابو، کارتیک، رادا، راجیالکشمی، سیلک سمیتا، پانداری بای و بالان کی. نایر ایفای نقش کرده‌اند.